# Шклярня (Люблінський повіт)
Шклярня (пол. Szklarnia) — село в Польщі, у гміні Закшев Люблінського повіту Люблінського воєводства.
Населення — 166 осіб (2011).
У 1975-1998 роках село належало до Замойського воєводства.

## Демографія
Демографічна структура станом на 31 березня 2011 року:
|          | Загалом | Допрацездатний вік | Працездатний вік | Постпрацездатний вік |
| -------- | ------- | ------------------ | ---------------- | -------------------- |
| Чоловіки | 86      | 21                 | 58               | 7                    |
| Жінки    | 80      | 16                 | 41               | 23                   |
| Разом    | 166     | 37                 | 99               | 30                   |